# جوردان (مترو باريس)
جوردان (بالفرنسية: Jourdain)‏ هي محطة مترو تابعة لمترو باريس تقع في فرنسا في الدائرة التاسعة عشرة في باريس.